# Библиография Алексея Ремизова

## Произведения

### Романы
- Пруд (1905, вторая редакция — 1907, третья — 1911)
- Часы (1908)
- Плачужная канава (1914—1918)

### Повести
- Неуёмный бубен (1910)
- Крестовые сёстры (1910)
- Пятая язва (1912)

### Рассказы
- Чёртик (1907)
- Жертва (1909)
- Галстук (1922)
- Семь бесов

### Сборники сказок
- Лимонарь (1907)
- Посолонь (1907)

### Пьесы
- Бесовское действо (1907)
- Трагедия о Иуде, принце Искариотском (1908)
- Действо о Георгии Храбром (1910)
- Царь Максимилиан (1919)
- Царь Додон (1921)

### Дневники, автобиография, письма, публицистика
- Слово о погибели русской земли (1917)
- Россия в письменах (1922)
- Кукха. Розановы письма (1923)
- Взвихрённая Русь. Дневник 1917—1921 гг. (1927)
- В розовом блеске (1952)
- Сила Руси (1911)

## Издания

### Собрания сочинений и библиографии
- Собрание сочинений в 8 т. (1910—1912)
- Bibliographie des oeuvres de Alexis Remizov. Etablie par Helene Sinany. Sous la direction de T. Ossorguine. Paris: Institut d’etudes slaves, 1978. 255 p. ISBN 2-7204-0129-3.
  - Из содержания:
    - Хронология жизни автора — С. 15-21;
    - I. Книги и брошюры (1907—1957) — С. 23-86, № 1-83;
    - Переводы (1924—1965) — С. 87-100, № 84-123;
    - II. Предисловия, произведения в сборниках, альманахах и т. п., Ремизов — переводчик, автобиографии (1894—1958) — С. 101—114, № 124—201;
    - III. Рассказы, статьи, очерки, отчеты, изданные в периодике (1897—1949) — С. 115—174, № 202—331;
    - IV. Указатели: Псевдонимов — С. 177, Названий — С. 179—230, Имён — С. 231—233,
    - Названий периодики и сборников — С. 235—246.

### Прижизненные отдельные издания
- Лимонарь, сиречь Луг духовный. СПб.: Оры, 1907. 136 с.
- Морщинка: Сказка. [СПб.]: Шиповник, 1907. 16 с.
- Посолонь / Рис. Н. П. Крымова. М.: Золотое руно, 1907. 82 с.
- Пруд: Роман / Обл. М. В. Добужинского. СПб.: Сириус, 1908. 284 с.
- Часы: Роман / Обл. М. В. Добужинского. СПб.: Eos, 1908. 174 с.
- Чёртов лог и Полунощное солнце: Рассказы и поэмы. СПб.: Eos, 1908. 321 с.
- Что есть табак: Гоносиева повесть / 3 рис. К. А. Сомова. СПб.: [Сириус], 1908. 34 с. 25 именных экз.
- Рассказы. СПб.: Прогресс, 1910. 254 с.
- 1910 — 1912 — Собрание сочинений в 8 томах, СПб, Шиповник
- 1913 — 1914 — Собрание сочинений в 8 томах
- 1913 — Подорожие. СПб., Сирин
- 1914 — Докука и балагурье: Русские сказки. СПб, Сирин
- 1915 — Весеннее порошье. СПб., Сирин.
- 1915 — За Святую Русь: Думы о родной земле. СПб, Отечество
- 1916 — Мара. Пряник осиротевшим детям
- 1916 — Укрепа. Слово к русской земле о земле родной, тайностях земных и судьбе. Пг., Сириус
- 1917 — Среди мурья: Рассказы. М., Северные дни
- 1917 — Николины притчи: Пьеса
- 1918 — О судьбе огненной: Предание от Гераклита Эффесского. Пг., Сегодня
- 1918 — Крестовые сестры. М., Универсальная библиотека
- 1918 — Русские женщины. СПб., Скифы
- 1919 — Царь Максимилиан: Пьеса
- 1919 — Иуда Предатель: Трагедия о Иуде, Принце Искариотском. Пб., ТЕО Наркомпроса
- 1919 — Бесовское действо. Пб, ТЕО Наркомпроса.
- 1919 — Электрон. Пб., Алконост
- 1919 — Сибирский пряник: Сказки. Пб., Алконост
- 1919 — Кавказский чурек: Сказки
- 1919 — Цепь златая: Повести
- 1919 — Бисер малый: Присловцы
- 1919 — О судьбе огненной. Исполнено в типографии Ц. Петроград, Литейный 58. Обложка, рисунки и клише работы Е. Туровой. Раскрашено от руки 125 экземпляров.
- 1920 — Скрижали: Заветные сказы
- 1920 — Царь Максимилиан. Театр по своду В. В. Бакрылова
- 1921 — Царь Додон. Обезьянья Великая Вольная Палата
- 1921 — Шумы города. Ревель, Библиофил
- 1921 — Огненная Россия. Ревель, Библиофил
- 1922 — Ахру: Повесть петербургская. Берлин, изд. Гржебина
- 1922 — Петушок. Берлин, Мысль
- 1922 — Корявка: Повесть. Берлин, изд. Гутнова
- 1922 — Бесприютная: Повесть монастырская. Берлин, изд. Гутнова
- 1922 — В поле блакитном. Берлин, Огоньки.
- 1922 — Мара: Книга рассказов. Берлин, Эпоха
- 1922 — Крашенные рыла: Театр и книга. Берлин, Грани
- 1922 — Россия в письменах
- 1922 — Повесть о Иване Семёновиче Стратилатове. Неуемный бубен. Берлин, Русское творчество
- 1922 — Трава-мурава. Сказ и величание. Берлин, изд. Эфрон
- 1922 — Пятая язва. Берлин, изд. Гржебина
- 1922 — Сказки обезьяньего царя Асыки. Берлин, Русское творчество
- 1923 — Русалия. Берлин, изд. Гржебина
- 1923 — Крестовые сёстры. Берлин, изд. Гржебина
- 1923 — Кукха: Розановы письма. Берлин, изд. Гржебина
- 1924 — Звенигород окликанный
- 1925 — Зга: Волшебные рассказы («Чёртик», «Пожар», «Занофа», «Жертва») Прага, Пламя
- 1927 — Взвихрённая Русь (Париж: «ТАИР»)
- 1927 — Оля (Париж: «Вол»)
- 1928 — Звезда надзвездная. Stells Maria Maris (Париж: «YMCA-Press»)
- 1929 — По карнизам (Белград: «Русская библиотека»)
- 1929 — Soeurs en croix (Paris)
- 1929 — Московские любимые легенды. Три серпа (Париж: «ТАИР»)
- 1930 — Посолонь. Волшебная Россия (Париж: «ТАИР»)
- 1931 — Образ Святого Николая Чудотворца. Алатырь — камень русской веры (Париж: «YMCA-Press»)
- 1946 — Голубиная книга (Гамбург: «Родник»)
- 1949 — Учитель музыки (Париж)— при жизни Ремизова эта книга не выходила, она вышла гораздо позже.
- 1949 — Пляшущий демон. Танец и слово (Париж: «Дом книги»)
- 1950 — Повесть о двух зверях. Ихнелат (Париж: «Оплешник»)
- 1951 — Подстриженными глазами: Книга узлов и закрут памяти (Париж: «YMCA-Press»)
- 1951 — Бесноватые. Савва Грудцын и Соломония (Париж: «Оплешник»)
- 1952 — В розовом блеске (Нью-Йорк: «Изд-во им. Чехова»)
- 1952 — Мелюзина. Брунцвик (Париж: «Оплешник»)
- 1953 — Мышкина дудочка (Париж: «Оплешник»)
- 1954 — Огонь вещей: Сны и предсонье (Париж: «Оплешник»)
- 1954 — Мартын Задека. Сонник (Париж: «Оплешник»)
- 1957 — Тристан и Исольда (Париж: «Оплешник»)
- 1957 — Круг счастья. Легенды о царе Соломоне (Париж: «Оплешник»)

### Отдельные издания, вышедшие после смерти
В данный список включены избранные издания, содержащие ранее неопубликованные тексты.
- 1977 Ремизов в своих письмах (Париж)
- 1981 Встречи: Петербургский буерак (Париж: «LEV»)
- 1983 О происхождении моей книги о табаке «Что есть табак» (Париж: «Tchijoff»)
- 1986 Иверень: Загогулины моей памяти (Berkeley)
- 1989:Городок в табакерке(сказка «Зайка» и повесть «К морю-окияну»(составитель Сергей Яковлевич Серов))
- 1993 Сочинения в 2-х книгах. М., Терра.
- 2000—2002 Собрание сочинений в 10 тт. (М.: «Русская книга»)
- 2015 Петушок: Повесть. / Илл. Анны Хохловой. (М.: «United Pictures Moscow Illustrators Association»)

## Переводы
В данный список включены переводы самого Ремизова.
- 1904 А. фон Леклер. К монистической гносеологии. Перевод А. Ремизова (СПб.)
- 1946 Th. M. Dostoievsky. Scandaleuse Histoire. Traduction originale d’Alexis Remizov (Paris: «Quatre Vents») [перевод на фр. яз. «Скверного анекдота» Достоевского]